# Parafia Najświętszego Serca Pana Jezusa w Ładzinie
Parafia pw. Najświętszego Serca Pana Jezusa w Ładzinie – parafia rzymskokatolicka należąca do  dekanatu Wolin, archidiecezji szczecińsko-kamieńskiej, metropolii szczecińsko-kamieńskiej. W parafii posługują księża diecezjalni. Według stanu na październik 2018 proboszczem parafii był ks. Krzysztof Brożyna. Od marca 2019 administratorem parafii jest ks. Adam Krzykała, który został mianowany (stan na 2023) proboszczem

## Miejsca święte

### Kościół parafialny
Kościół pw. Najświętszego Serca Pana Jezusa w Ładzinie

### Kościoły filialne i kaplice
- Kaplica w Mokrzycy Wielkiej[1]
- Kaplica pw. Miłosierdzia Bożego w Uninie[1]